# Linda Muri
Linda Muri (4 de enero de 1963) es una deportista estadounidense que compitió en remo. Ganó cinco medallas en el Campeonato Mundial de Remo entre los años 1994 y 1999.

## Palmarés internacional
| Campeonato Mundial | Campeonato Mundial            | Campeonato Mundial | Campeonato Mundial        |
| Año                | Lugar                         | Medalla            | Prueba                    |
| ------------------ | ----------------------------- | ------------------ | ------------------------- |
| 1994               | Indianápolis (Estados Unidos) | Medalla de oro     | Cuatro sin timonel ligero |
| 1995               | Tampere (Finlandia)           | Medalla de oro     | Cuatro sin timonel ligero |
| 1997               | Aiguebelette (Francia)        | Medalla de plata   | Dos sin timonel ligero    |
| 1998               | Colonia (Alemania)            | Medalla de bronce  | Dos sin timonel ligero    |
| 1999               | St. Catharines (Canadá)       | Medalla de oro     | Dos sin timonel ligero    |